# Васил Андреев (физик)
Вижте пояснителната страница за други личности с името Васил Андреев.
Васил Методиев Андреев е български учен-физик. Професор, член-кореспондент на БАН.

## Биография
Васил Андреев е роден на 7 юни 1937 година.